# Wojciech Karski
Wojciech Karski herbu Jastrzębiec (zm. w 1734 roku w Zakliczewie) – stolnik różański w 1733 roku, podstoli różański w 1727 roku, łowczy różański w 1711 roku, miecznik różański w 1705 roku, marszałek sejmiku przedsejmowego ziemi różańskiej w 1733 roku.
Był synem Jana z Kars Karskiego i Marianny Krzyżanowskiej. Żonaty z Konstancją Szydłowską. Miał syna Michała.
Był elektorem Stanisława Leszczyńskiego.